# Rhombocoleoidea
Rhombocoleoidea zijn een uitgestorven superfamilie van kevers uit de onderorde Myxophaga.

## Taxonomie
De superfamilie is als volgt onderverdeeld:
- Familie Rhombocoleidae Rohdendorf, 1961[1]  †